# Мортук
Морту́к (лат. Eremopýrum; от др.-греч. ἐρῆμος, eremos — пустыня и πυρός, pyros — пшеница) — род травянистых растений семейства Злаки, или Мятликовые (Poaceae).

## Ботаническое описание
Однолетние травянистые растения. Стебли прямостоячие или коленчато-восходящие, 4—30 см высотой. Влагалища расщеплены почти до основания, коротковолосистые или голые; ушки серповидные, на верхушке. Язычки перепончатые, голые, 0,2—1,5 мм длиной. Листья ланцетно-линейные или линейные, плоские, волосистые или голые, 1—7 мм шириной.
Колос прямой, гребневидный, широколинейный или яйцевидный, 0,8—5,5 см длиной. Колоски сидячие, расположены по одному двумя правильными продольными рядами, 5—15 мм длиной, 2—6-цветковые. Тычинок 3, пыльники 0,5—1,3 мм дл. Зерновка 2,7—3,6 мм длиной, на верхушке коротковолосистая; рубчик линейный. Хромосомы крупные; x=7.

## Таксономия
Род Мортук включает 4 вида:
- Eremopyrum bonaepartis (Spreng.) Nevski — Мортук Бонапарта
- Eremopyrum distans (K.Koch) Nevski — Мортук расставленный
- Eremopyrum orientale (L.) Jaub. & Spach typus — Мортук восточный
- Eremopyrum triticeum (Gaertn.) Nevski — Мортук пшеничный